# Anthony Wolfe
Anthony Wolfe (Manzanilla, 23 dicembre 1983) è un calciatore trinidadiano, attaccante del Police.
Suo fratello, Glenton Wolfe, è calciatore di ruolo difensore.

## Carriera

### Club
Dopo aver esordito con North East Stars nel 2002, ha vinto il titolo FA Cup 2003 e il titolo Pro League 2004 mentre militava nel North East Stars.
Nella stagione 2006 segna 17 reti con il San Juan Jabloteh.
Nel 2007 colleziona 7 presenze, segnando 2 volte, nella prima stagione con i Silverbacks.
Dopo l'esperienza americana, ritorna a giocare in patria. Nel 2013 si reca in India per giocare nel Churchill Brothers Sports Club.

### Nazionale
Dall'arrivo dell'allenatore olandese Leo Beenhakker, Wolfe è diventato un membro a tempo pieno della Nazionale, con cui esordì il 3 luglio 2003 contro il Venezuela. L'allenatore Stuart Charles, invece, lo inserì nella squadra Olimpica Under-23 nel 2004.
Ha fatto parte anche della spedizione alla Coppa del mondo 2006 in Germania.